# Мисо
Ми́со (яп. 味噌) — продукт традиционной японской кухни, чаще всего в виде густой пасты. Мисо производится путём брожения соевых бобов, риса, пшеницы или смеси из них с помощью специального вида плесневых грибов Aspergillus oryzae (яп. 麹, 麹菌 кодзи-кин).

## Классификация
Мисо классифицируется по использованным в ходе его приготовления базовым ингредиентам, предварительно подвергнутым брожению с кодзи, и степени солёности конечного продукта. Традиционно выделяется три типа классического мисо в зависимости от исходного ферментированного субстрата: пшеничное мисо (яп. 麦味噌 муги-мисо), рисовое мисо (яп. 米味噌 комэ-мисо) и соевое мисо (яп. 豆味噌 мамэ-мисо). Наиболее распространённым является рисовый вариант мисо, на который приходится около 80 % всего рынка данного продукта в Японии.
С севера до юга Японии в разных районах делают мисо, но существуют значительные отличия между разными видами и сортами мисо по цвету и вкусу.
Мисо из сои делается из соевых бобов и соли. Мамэмисо делается в префектурах Айти, Миэ и Гифу и является местным продуктом этих регионов.
Мисо из пшеницы чаще делают в северной части района Канто, в регионах Тюгоку, Сикоку и Кюсю.

### Особые сорта мисо
Помимо трёх типов классического мисо существуют и более специализированные вариации данного продукта. Эта категория паст, ввиду особенностей приготовления, может обладать неоднородным или волокнистым составом, отличается более сладким вкусом и сравнительно небольшим сроком хранения . Такое мисо подаётся на стол в качестве дополнительной приправы или в качестве топпинга для готовых блюд и никогда не используется для приготовления супов. Среди специальных мисо различают намэ-мисо (яп. 嘗め味噌 намэ-мисо) и сладкое смешанное мисо (яп. 練り味噌 нэри-мисо).
Нэри-мисо изготавливают путём смешивания одного из сортов классического мисо с подсластителями (сахаром, мёдом или мидзуамэ (продукт кислого гидролиза крахмала до сахаров)), небольшим количеством воды, мирина или сакэ, орехами, семенами, мелкоизмельчёнными овощами, морепродуктами или зеленью. Смешанные ингредиенты доводят до готовности в ходе обжаривания при постоянном перемешивании до консистенции классического мисо в течение 1—2 часов. Наиболее распространённая в розничной продаже версия нэри-мисо изготавливается из цельного арахиса, обжаренного кунжута и изюма и отличается тёмно-янтарной окраской из-за прошедшей реакции Майяра. Также существуют промышленные вариации с использованием лесных орехов, кунжута, юдзу, киномэ и мяса морского окуня. Однако преимущественно нэри-мисо является продуктом домашней или монастырской кухни, который изготавливается в небольших количествах для использования в течение не более одной недели и хранится в специальных терракотовых сосудах. Нэри-мисо используют в качестве приправы или топпинга к рису, охлаждённому мягкому тофу, абураагэ, якимоти, японскому карри (заменяет традиционные для индийской кухни чатни), свежим или обжаренным овощам, благодаря сладкому вкусу его употребляют также в виде начинки в сэндвичах, домашних вафлях и блинах.

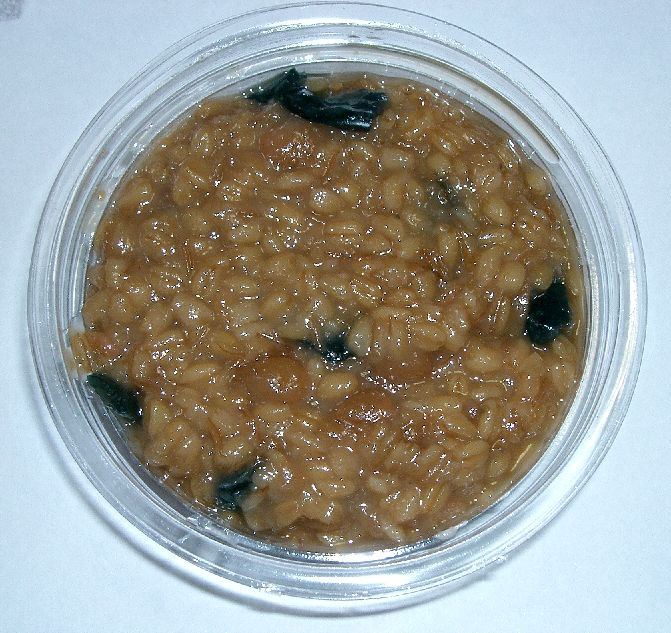
Киндзандзи-мисо — разновидность намэ-мисо

Технология приготовления намэ-мисо, в отличие от нэри-мисо, повторяет все основные стадии производства классических сортов мисо. Кардинальным изменениям подвергается состав массы для ферментирования, что в итоге сказывается на вкусовых свойствах продукта. Около 10 % от загрузки отводится острым приправам и японским соленьям, 15 % — предварительно подвергнутым термической обработке соевым бобам, оставшееся же количество сухой массы приходится на цельнозерновую пшеницу или ячмень, обработанные культурой кодзи. Конечный продукт обладает светло-коричневой окраской с превалирующим солёным вкусом использованных злаков. Срок хранения намэ-мисо составляет от трёх до шести месяцев. Применение этого типа мисо практически аналогично нэри-мисо, с той лишь разницей, что из-за солёного или острого вкуса оно не востребовано как добавка к сладким блюдам и кондитерским изделиям, а также возможно его использование в качества соуса к блюдам европейской кухни.
В зависимости от использованных ингредиентов среди намэ-мисо выделяют также крупные подтипы: киндзандзи-мисо (яп. 金山寺味噌 киндзандзи-мисо) и мороми-мисо (яп. もろみ味噌 мороми-мисо). Отличительным признаком киндзандзи-мисо является использование в ходе его приготовления смеси риса, пшеницы и соевых бобов, обработанной кодзи, причём злаковые зёрна сохраняют собственную текстуру в конечном продукте. Традиционно состав смеси для ферментации состоял из равных количеств злаковых и сои, однако для современных способов приготовления киндзандзи-мисо преимущественно выбирается соотношение пшеницы и сои как 4 к 1, что позволяет снизить стоимость продукта и время его приготовления с нескольких месяцев до недель. В качестве добавок в этом типе мисо могут использовать баклажаны, имбирь, дыни, комбу, корень лопуха, дайкон, огурцы; из приправ применяются ситими или киномэ. Существует две версии происхождения киндзандзи-мисо. По первой из них рецепт этого мисо был привезён в Японию дзэн-буддистским монахом храма Золотой Горы (яп. 金山寺 Киндзан-дзи) Синти Какусином в 1255 году из путешествия по Китаю. По второй версии киндзандзи-мисо является вегетарианской вариацией древнейшего известного сорта японского соевого соуса «хисио» (яп. 醤 хисио), проходившего ферментацию в присутствии рыбных или мясных добавок; в пользу данной теории свидетельствует близость технологии изготовления и консистенции этих продуктов . Жидкость, выделявшаяся в ходе ферментации киндзандзи-мисо, по различным предположениям стала предтечей будущего сорта соевого соуса «тамари» (яп. たまり тамари). Киндзандзи-мисо является традиционным продуктом префектур Вакаяма и Осака.
Мороми-мисо изготовляется из полужидкой пасты мороми, являющейся побочным продуктом стадии фильтрации в технологии соевого соуса, и было создано в XVI веке на островах Кюсю и Сикоку. Первоначально мороми-мисо представляло собой твёрдую фракцию ферментационной массы после фильтрования и не содержало в себе добавок, однако в дальнейшем в производственном процессе произошли изменения, приведшие к уменьшению количества используемой жидкости и возможности включения в состав различных солений; таким образом, современная паста не подвергается прессованию или сцеживанию соевого соуса. В качестве добавок в мороми-мисо используются маринованный имбирь, баклажаны и огурцы, а также вакамэ, само же мисо употребляют как закуску с нарезанными свежими огурцами.

## Использование
- Мисосиру (суп с мисо)

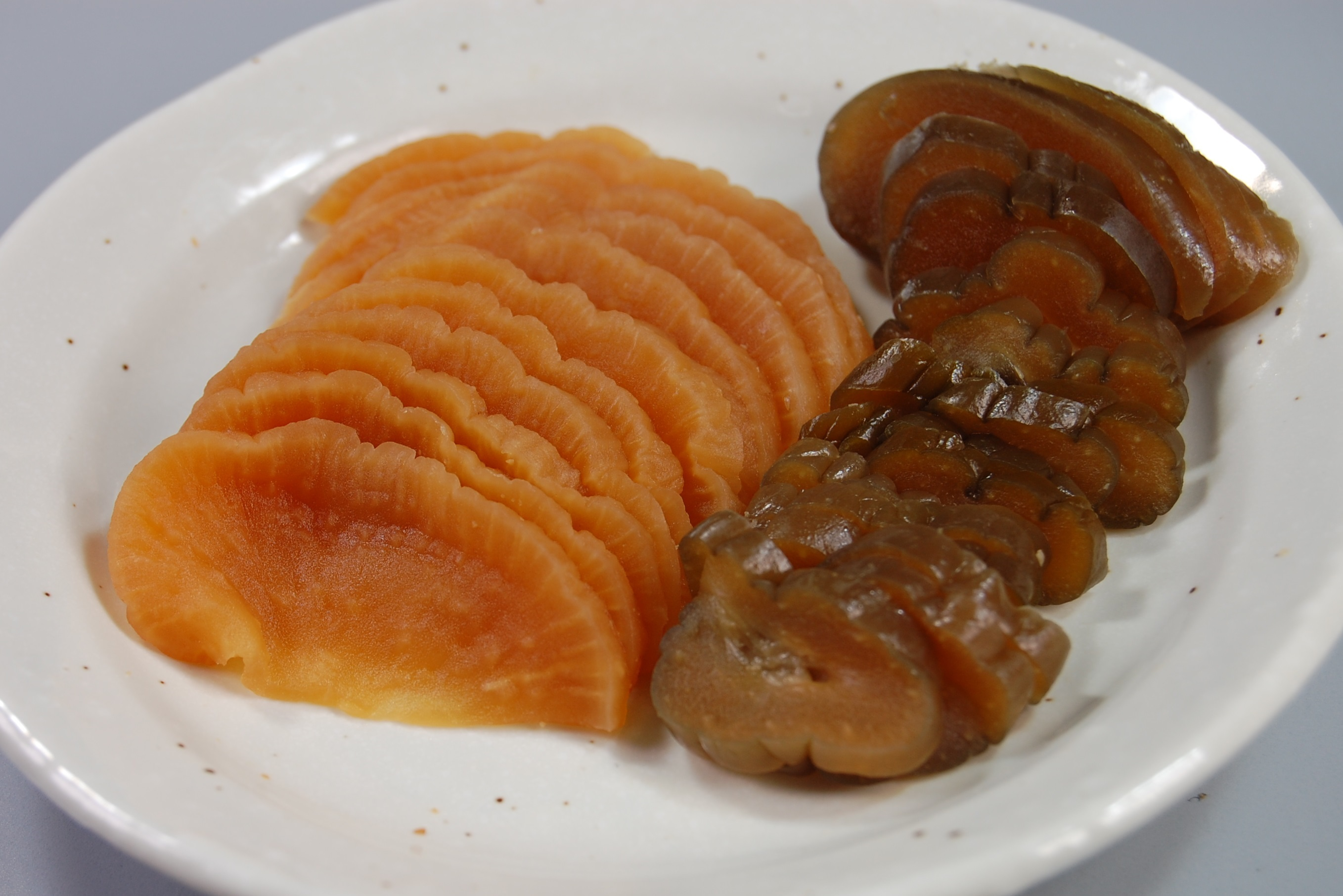
Мисодзукэ: дайкон (слева) и огурец (справа)

- Морокю ― японское блюдо, представляющее собой нарезанные огурцы с мисо (вместо огурцов используются также капуста и другие овощи)[7].